# Monument au Tambour d'Arcole
Le monument au Tambour d'Arcole est un monument commémoratif situé à Cadenet en Vaucluse, érigé à la mémoire d'André Estienne, tambour des armées napoléoniennes durant la bataille du pont d'Arcole.

## Biographie d'André Estienne
André Estienne, né le 13 octobre 1777, est un jeune paysan de la commune de Cadenet, dans le Vaucluse. Il se met à l'apprentissage du tambour, avec l'aide de l'un de ses cousins, musicien du village, dès 1789.
En 1792, un hiver rigoureux ayant fait geler les oliviers de la région, les revenus de la famille Estienne sont au plus bas. Par l'intermédiaire de Gaspard Vallon, commandant du 1er bataillon de volontaires du Lubéron et ami de son père, le jeune André est alors engagé comme tambour auprès de la garde nationale. Sa prime reçue comme volontaire permit à sa famille de subvenir à leurs besoins pendant un an.
Après une attente d'une quinzaine de jours à Marseille, les volontaires du midi, dont il fait désormais partie, reçoivent l'ordre d'embarquement pour Cagliari, en Sardaigne. De retour en France, à Vence, il fait la rencontre du tambour-maître Vincent Noël, qui le fait progresser, puis devient tambour pour le quatrième régiment de grenadiers. C'est lors de la reprise du Pont d'Arcole, le 16 novembre 1796 qu'André Estienne se distingua, n'hésitant pas à se mettre à l'eau au milieu du torrent, sous le feu de l'adversaire, en compagnie du sous-lieutenant Ramaud. 
Il recevra, le 15 juillet 1804, la Légion d'honneur et une paire de baguettes d'honneur des mains de l'Empereur. Il mourut en 1837, à l'âge de 60 ans. Il est représenté sur le fronton du Panthéon ainsi que sur un haut-relief de l'Arc de triomphe de l'Étoile.

## Historique
Un projet de monument a été proposé en 1862 mais a été abandonné.  Il fut reproposé par la municipalité de Cadenet, en 1892, qui leva une souscription dans le contexte d'une Troisième république, qui voulait honorer ses « héros nationaux ». Conçu par Jean Barnabé Amy, il est inauguré le 10 août 1894, en présence de membres du gouvernement. Le poète Frédéric Mistral compose pour la circonstance un poème en provençal, lou Tambor d'Arcolo.
Sous le régime de Vichy, la fonte du monument est envisagée dans le cadre de la mobilisation des métaux non ferreux. Dans la nuit du 4 au 5 septembre 1943  Louis Aymard, Albert Contard, Étienne Jacqueme, Joseph Roux et Rose Salignon déboulonnent la statue et l'enterrent dans le champ de Joseph Roux. Elle est replacée sur son piédestal en octobre 1945.
Le monument est inscrit au titre des monuments historiques, depuis le 23 juillet 2009.